# آلفرد تاینیتزر
آلفرد تاینیتزر (آلمانی: Alfred Teinitzer; ۲۹ ژوئیهٔ ۱۹۲۹ – ۲۰ آوریل ۲۰۲۱) بازیکن فوتبال اهل اتریش بود.
از باشگاه‌هایی که در آن بازی کرده‌است می‌توان به باشگاه فوتبال لاسک و باشگاه فوتبال راپید وین اشاره کرد.
وی همچنین در تیم ملی فوتبال اتریش بازی کرده‌است.